# Експериментальна попмузика
Експериментальна попмузика (англ. experimental pop) — попмузика, яка не піддається традиційній класифікації або намагається розширити межі існуючих популярних форм, вводячи їх у нові контексти. Вона може містити експериментальні техніки, такі як конкретна музика, алеаторика чи еклектизм, інтегровані у попконтекст. Часто процес композиції передбачає використання електронних ефектів для маніпуляції звуками та аранжуваннями, привертаючи увагу слухача до тембру та тональності, хоча ці елементи не завжди акцентуються одночасно.
Експериментальна попмузика розвивалася паралельно з експериментальним джазом як нова форма авангарду, де багато молодих музикантів захоплювалися створенням студійних записів на межі популярної музики. У ранніх 1960-х роках продюсери, автори пісень і звукоінженери часто вільно експериментували з музичною формою, оркестровками, неприродним ревербератором та іншими звуковими ефектами. До кінця 1960-х експериментальна попмузика, що розширювала уявлення про типову популярну пісню, здобула позитивний відгук серед молодої аудиторії.